# ۷۶۰ (میلادی)

## رویدادها
- در این سال سیبویه، زبانشناس برجسته ایرانی، توصیفی جامع و زبانشناسانه از زبان عربی در شاهکار خود به نام «الکتاب في النحو» («دستورنامه») بدست داد. وی در این کتاب نظریه آواشناسی و واج‌شناسی ویژه‌ای پدید آورد.
- بوگوخان به پادشاهی اویغورها رسید. وی چندی پس از آن آیین مانی را پذیرفت و آن را دین رسمی اویغورها نمود.
- شورش اسپهبد خورشید علیه خلافت اسلامی.